# Talé talé
 (novembre 2020).
Les talé talé sont des beignets de bananes très mûres frites que l'on mange au Bénin. souvent consommés dans l'après-midi, ils font office de goûter.
On en mange beaucoup plus dans le sud du pays,,.

## Préparation
Pour obtenir le talé talé, on met dans un grand bol les bananes mûres  épluchées  ensuite on y ajoute du sel et un soupçon de sucre puis on pile le tout pour obtenir une pâte. À cette pâte, on ajoute de la farine de blé puis on mélange à la main jusqu'à ce que la pâte de banane et la farine de blé ne fassent qu'un tout. On fait de petites boules de cette pâte. Ces boules sont passées à l’huile de friture chaude. On les laisse dorer pendant 5 à 10 minutes. On les sort de l'huile, on égoutte. Les talé talé sont prêts et peuvent être consommés,,.    

### Consommation
Souvent servi comme goûter, les talé talés sont souvent consommés seuls ou accompagnés de piment,,. 